# Іноземці-вояки у російсько-українській війні
За оцінками організації The Soufan Center, станом на 2019 рік у війні на сході України взяло участь до 2241 іноземця. До 879 осіб воювали на боці України, і до 1372 — на проросійському боці. Організація також наводить участь до 15 тисяч росіян у війні, без врахування регулярних Збройних сил РФ: до 3000 росіян воювало на стороні України, і до 12000 — на проросійському боці.

## Проукраїнська сторона
У ході російсько-української війни спостерігалися дві виразні хвилі припливу іноземних добровольців: хвиля 2014 року, яка приєдналася до українських добровольчих батальйонів під час війни на Донбасі, і друга хвиля після російського вторгнення в Україну, що почалася в 2022-му році.
За данними старшого аналітика Польського інституту міжнародних відносин Аркадіуша Легієча, в період з 2014 до 2019 року в Україні воювало 17 241 іноземних бійців. 3879 із них підтримали Україну та приєдналися до іноземних добровольчих батальйонів. Найбільша група іноземних добровольців в Україні скаладалася з росіян і налічувала близько 3000 осіб. Друга за чисельністю група складалася приблизно з 300 білорусів. Третя за величиною група складалася приблизно зі 120 грузинів. Потім були хорвати (60 добровольців). Серед інших країн, громадяни яких підтримали Україну, були Албанія (15), Австралія (5), Австрія (35), Азербайджан (20), Бельгія (1), Боснія та Герцеговина (5), Болгарія (6), Канада (10), Чехія (5), Данія (15), Естонія (10), Фінляндія (15), Франція (15), Німеччина (15), Греція (2), Ірландія (7), Ізраїль (15), Італія (35), Латвія (8), Литва (15), Молдова (15), Косово (4), Нідерланди (3), Північна Македонія (4), Норвегія (10), Польща (10), Португалія (1), Румунія (4), Сербія (6), Словаччина (8), Швеція (25), Туреччина (30), Велика Британія (10) та США (15).
Початок повномасштабного російського вторгнення в Україну в лютому 2022 року спричинив значне збільшення кількості іноземних добровольців у війні. На початку березня було створено Інтернаціональний легіон, у складі якого є добровольці із десятків країн світу. Інформація про точну кількість бійців є конфіденційною. Окрім легіону багато жителів постраданських країн билися у російсько-українській війні на боці України, як добровольці в різних частинах ЗСУ. Це бійці з Вірменії, Азербайджану, країн Балтії, Білорусі та Грузії, чеченці, які виступають проти Рамзана Кадирова та деякі російські дисиденти. Аджнад аль-Кавказ, група чеченців, що воювала на боці сирійської опозиції проти режиму Асада в Сирії, також  вступила в російсько-українську війну на боці України.

### Список відомих підрозділів
- Білорусі
  -  «Погоня» (2014-2016)
  -  Полк «Погоня» (2022-2023)
  -  Тактична група «Білорусь»
  -  Білоруський полк імені Кастуся Калиновського (з 2022)
  -  БДК
    -  Батальйон «Терор»

  -  1-ша окрема десантно-штурмова рота «Білорусь»
- Ічкерії
  -  Дудаєвці
    -  Батальйон імені Джохара Дудаєва
    -  Батальйон імені Шейха Мансура
    -  Окремий батальйон особливого призначення
    -  Батальйон імені Хамзата Гелаєва
    -  Аджнад аль-Кавказ
- Дагестану
  -  Дагестанський добровольчий батальйон імені імама Шаміля
- Росії
  -  Російська Повстанська Армія
  -  Легіон «Свобода Росії»
  -  РДК
  -  Рота "РУЯН" (2014-2015)
  -  Рота «Башкорт»
  -  Карельський національний батальйон
  -  Батальйон «Сибір»
- Добровольці з Грузії[5]
  -  Грузинський Національний Легіон
- Добровольці з Польщі[6]
  -  ПДК
- Добровольці із Тайваню
- Добровольці з Сирії
- Добровольці з Німеччини
  -  НДК
- Добровольці зі Швеції[7]
- Добровольці із Португалії
- Добровольці із Норвегії
- Добровольці із Фінляндії
- Добровольці з Франції[8]
- Добровольці з Вірменії
- Добровольці із Великобританії
- Добровольці з Хорватії
  -  Хорватський легіон (АТО/ООС)
  -  Волонтер з Малайзія (приватна особа)
- Добровольці із Австралії
- Добровольці із Нової Зеландії
- Добровольці із Мексики
- Добровольці зі США
- Добровольці з Італії
  -  Каса Паунд[9]
- Добровольці із Канади
  -  Канадсько-українська бригада
- Добровольці із Колумбії

- Добровольці із Бразилії
- Добровольці зі Словаччини
- Добровольці із Азербайджану
- Спеціальна бойова група "Team Spook"
- Норманська бригада (Україна)
- 1-й батальйон "Вовкодав"
- 2-й інтернаціональний легіон (Україна)
- Добровольці з Чехії
  -  Чеський легіон
  - Чеська аеророзвідка
- Добровольці з Казахстану
- Добровольці з Латвії[10]
- 3-й батальйон спеціального призначення
  - Батальйон «Омега»
  - Батальйон «Туран»
- Добровольці із Данії
- Добровольці із Естонії
- Добровольці з Японії
- Добровольчий батальйон «Крим»
- Добровольці із Румунія
- Албанія Добровольці із Албанія
- Греція Добровольці із Греція
- Естонія Добровольці із Естонія

## Проросійська сторона
Керівництво РФ протягом восьми років заперечувало присутність російських військ та техніки на Донбасі, проте, як зазначали журналісти, російська влада таким же чином заперечувала належність «зелених чоловічків» до військ РФ під час захоплення ними Кримського півострова у лютому-березні 2014 року. Західні та українські ЗМІ називали ці загони "зеленими чоловічками" або "іхтамнетами", а російські ЗМІ — "ввічливими людьми". Значна кількість іноземних бойовиків, яка воює у російсько-українській війні на проросійському боці, зазвичай уродженці країні колишнього Радянського Союзу. До них входили бойовики з Вірменії, Білорусі, Казахстану, Киргизстану, і Латвії, а також з проросійських сепаратистських регіонів, таких як Абхазія,  Південна Осетія та Придністров'я. 14 квітня 2022 року Том Купер повідомив, що в Україні діють до 500 вояків з КВІР і Хезболли — деякі з Сирії, деякі з Іраку. У березні Шойгу обіцяв Путіну доправити «16000 бійців з досвідом міських боїв» з числа про-асадівських бойовиків.

### Список відомих іноземних підрозділів
- Російські козаки
- Національно-визвольний рух
- Родіна[16]
- Суть часу
- Добровільний комуністичний загін
- Євразійський союз молоді
- Партія «Інша Росія»
- Російська національна єдність
- Російський імперський рух
- Кадирівці
  - Батальйон «Смерть»
- Добровольці з Сербії
  -  Загін «Йован Шевич»
  - Unité Continentale
- Добровольці зі Словаччини
- Добровольці з Чехії
- Добровольці з Польщі
  -  Польська національна більшовицька організація «Фаланга»
- Добровольці з Франції
  - Unité Continentale
- Добровольці із Бразилії
  - Unité Continentale
- Добровольці з Німеччини (понад 100 осіб)[17]
- Добровольці з Італії
- Іспанські комуністи
- Добровольці із США[18]
- Добровольці з Абхазії
  -  Батальйон «П'ятнашка»
- Добровольці з Південної Осетії
- Добровольці з Придністров'я
- Добровольці з Гагаузії
- Добровольці з Непалу (понад 500 осіб)[19]
- Добровольці зі Шрі-Ланки (понад 500 осіб)[20]

## Втрати
У НВО «Груз 200» повідомили, що задокументували ліквідацію 1479 громадян Росії у боях у складі бойовиків ЛДНР до повномасштабного вторгнення. Крім того, на українській стороні загинули щонайменше 233 громадян України іноземного походження та 19 іноземців. Одним із убитих був колишній командир чеченських повстанців ЧРІ Іса Мунаєв.
У ході повномасштабного вторгнення в Україну на 5 грудня 2023 року ВВС вдалося встановити імена щонайменше 254 загиблих іноземних громадян, які воювали на проросійській стороні. Серед них громадяни Непалу, Іраку, Замбії, Таджикистану та інших країн. Українському виданню "Слово і діло" на 9 жовтня 2023 року вдалося встановити імена щонайменше 170 загиблих іноземних громадян, які воювали на проукраїнській стороні. Найвищі втрати у військових за країнами — у громадян Грузії, Білорусі, США та Азербайджану.